# ألبرت كامينغز
ألبرت كامينغز (بالإنجليزية: Albert Cummings)‏ هو موسيقي أمريكي، ولد في 1968.

## وصلات خارجية
- ألبرت كامينغز على موقع ميوزك برينز (الإنجليزية)
- ألبرت كامينغز على موقع ديسكوغز (الإنجليزية)